# Tweede Kamerverkiezingen 2021/Kandidatenlijst/Forum voor Democratie
Dit is de kandidatenlijst voor de Tweede Kamerverkiezingen van 2021 van Forum voor Democratie zoals die op 5 februari 2021 werd vastgesteld door de Kiesraad.

## Achtergrond
Aanvankelijk bestond de top tien van de lijst uit Thierry Baudet, Theo Hiddema, Nicki Pouw-Verweij, Joost Eerdmans, Eva Vlaardingerbroek, Olaf Ephraim, Freek Jansen, Wybren van Haga, Jan Cees Vogelaar en Hans Smolders. Door interne conflicten verlieten meerdere kandidaten de partij, waarna de kandidatenlijst opnieuw opgesteld moest worden.

## De lijst
- vet: verkozen
- schuin: voorkeurdrempel overschreden

1. Thierry Baudet, Amsterdam - 245.323 stemmen
2. Wybren van Haga, Haarlem - 241.193
3. Olaf Ephraim, Amsterdam - 989
4. Hans Smolders, Tilburg - 5.344
5. Simone Kerseboom, Maastricht - 7.025
6. Gideon van Meijeren, 's-Gravenhage - 602
7. Frederik Jansen, 's-Gravenhage - 4.331
8. Pepijn van Houwelingen, 's-Gravenhage - 430
9. Ralf Dekker[2], Amsterdam - 536
10. Joyce Vastenhouw, Ilpendam - 956
11. Arjan de Kok, Noordeinde - 3.316
12. Dennis Boom, Barendrecht - 398
13. Joris van den Oetelaar, Schijndel - 897
14. Anton de Lange, Lelystad - 284
15. Samuel Jong, 's-Gravenhage - 206
16. Silvio de Groot, Voorhout - 175
17. Andreas Bakir, Enschede - 745
18. Daniël Osseweijer, Groningen - 561
19. Carola Dieudonné, Châtel-St-Denis - 1.525
20. Martin Bos, Middelburg - 335
21. Erwin Jousma, Menaam - 375
22. Nynke Koopmans, Tytsjerk - 2.121
23. Yanick Chevalier, Alphen aan den Rijn - 215
24. Robin de Keijzer, Amsterdam - 319
25. Lex Cornelissen, Eindhoven - 375
26. Bart van der Werf, Groningen - 242
27. Sam van der Pol, 's-Gravenhage - 222
28. Tom Rotmans, Arnhem - 278
29. Hendrikus Velzing, Klazienaveen - 391
30. Melina van der Velden, Almere - 241
31. Ab Kuijer, Cagnes-sur-Mer - 63
32. Harm van Essen, Gouda - 94
33. Fred Walravens, Hulst - 114
34. Carlos Klazinga, Deventer - 209
35. Ruby Driessen, Reuver - 232
36. Wouter Verbraak, Roosendaal - 132
37. Floris van der Knoop, Zandvoort - 45
38. Johnny Bos, Bovensmilde - 162
39. Geert Jeelof, Oud-Beijerland - 98
40. Johan Talsma, Dokkum - 910
41. Jasper van der Voort, Hellevoetsluis - 146
42. Johan Dessing, Zaandam - 84
43. Peter Vermaas, Vaassen - 79
44. Pieter Mink, Hillegom - 58
45. Peter Verstegen, Vierlingsbeek - 154
46. Gert Jan Mulder, Migues - 37
47. Hans Hugenholtz, Maasmechelen - 58
48. Robert Jan Staartjes, Blaricum - 87
49. Anton van Schijndel, Amsterdam - 62
50. Paul Frentrop, Bloemendaal - 309

VVD · PVV · CDA · D66 · GroenLinks · SP · PvdA · ChristenUnie · Partij voor de Dieren · 50PLUS · SGP · DENK · FVD · BIJ1 · JA21 · Code Oranje · Volt · NIDA · Piratenpartij · LP · JONG · Splinter · BBB · NLBeter · LHK · OPRECHT · JEZUS LEEFT · TROTS · UCF · Lijst 30 · PvdE · DFP · VSN · WZNL · Modern Nederland · De Groenen · PvdR
2017 · 2021 · 2023